# Писи, Туси
Туси Писи (англ. Tusi Pisi, род. 18 июня 1982 в Апиа) — самоанский регбист, выступавший на позиции полузащитника или замыкающего; тренер. Рекордсмен национальной сборной по количеству набранных очков (245).

## Карьера
В юниорском возрасте Туси Писи тренировался в Новой Зеландии и даже играл за юниорскую и молодёжные сборные этой страны. Также играл в регби-7 на новозеландскую команду.
На международном уровне Писи дебютировал в 2006 году в составе сборной команды «Пасифик Айлендерс», за которую играли лучшие игроки тихоокеанских островов. В трёх матчах европейского турне островитян самоанец был основным бьющим команды и набирал очки во всех матчах, хотя «островитяне» проиграли все три игры Уэльсу (20-38), Шотландии (22-34) и Ирландии (17-61). В последней игре Писи смог занести попытку.
В 2007 году сыграл одну игру в составе «Крусейдерс», после чего перебрался в Европу и два сезона играл в составе французского Тулона. За шесть лет выступления в японском «Сантори Санголиат» дважды выигрывал первенство Японии. С 2016 года защищает цвета английского «Бристоля».
В составе сборной Самоа Писи дебютировал в 2011 году. В качестве основного десятого номера самоанцев выступал на чемпионате мира 2011 года. В первой игре с Намибией (49-12) он сыграл только 28 минут и получил травму, но за это время успел забить два пенальти и две реализации. Пропустив игру с Уэльсом к третьему туру Туси вернулся в состав и в матче с Фиджи (27-7) забил четыре пенальти из шести, а также отличился дроп-голом. В последнем туре в игре с ЮАР очков не набирал.
На чемпионате мира 2015 года Писи вновь был игроком основного состава сборной. В дебютном матче с американцами (25-16) он реализовал четыре пенальти из пяти, а в игре последнего тура с шотландцами (33-36) Туси заработал попытку, а также отметился одной реализацией и тремя точными пенальти.